# Abdelmajid Dolmy
Abdelmajid Dolmy (19. dubna 1953 Casablanca – 27. června 2017, Casablanca) byl marocký fotbalový záložník. Během kariéry byl přezdívaný "Maestro". Zemřel 27. června 2017 ve věku 64 let na infarkt myokardu.

## Fotbalová kariéra
Na klubové úrovní hrál v Maroku za týmy Raja Casablanca a Olympique de Casablanca. S týmem Raja Casablanca vyhrál třikrát marocký pohár. Za reprezentaci Maroka na Mistrovství světa ve fotbale 1986 nastoupil ve všech 4 utkáních. Za marockou reprezentaci nastoupil v letech 1973–1988 ve 140 utkáních a dal 8 gólů. Byl členem vítězné marocké reprezentace na Africkém poháru národů v roce 1976. Byl členem marocké reprezentace na Africkém poháru národů v roce 1986. Byl členem marocké reprezentace na LOH 1984 v Los Angeles, nastoupil ve všech 3 utkáních.